# Ettringen (Wertach)
Ettringen település Németországban, azon belül Bajorországban. Lakosainak száma 3565 fő (2023. december 31.).

## Népesség
A település népessége az elmúlt években az alábbi módon változott:
| Lakosok száma | 763  | 2124 | 2218 | 2993 | 3286 | 3366 | 3389 | 3405 | 3486 | 3565 |
|               | 1875 | 1950 | 1975 | 1987 | 2012 | 2014 | 2016 | 2017 | 2021 | 2023 |